# Іван Хризостом Радзимінський-Францкевич
Іван Хризостом Радзимінський-Францкевич гербу Бродзиць (хресне ім'я Йосафат, пол. Jan Chryzostom Radzimiński-Frąckiewicz; 1670 — 1736) — ієромонах-василіянин, архимандрит Черейського монастиря в 1698—1736 роках, учасник Замойського синоду 1720 року.

## Життєпис
Син Давида, тивуна вишвянського, і Єлизавети Ґротковської, мав братів Казимира і Каспера. Разом із братами отримав у спадок містечко Ушач, де його батьки заснували василіянський монастир і він сам також був його співзасновником. 1691 р. вступив до Василіянського Чину на новіціят до Битенського монастиря і наступного року склав вічні чернечі обіти. У 1698 році став архимандритом Черейського монастиря. Був учасником Новогородоцької (1703) і Більської (1709) василіянських капітул.
16 червня 1716 року, після смерті батьків і стрия Казимира, ставши паном Ушача (разом із братами), призначив для Ушацького василіянського монастиря 1000 битих талерів на каплицю при монастирській церкві святого Юрія.
У 1720 році як архимандрит василіянського монастиря в Череї був на Замойському синоді.